# Sendero
Sendero és una pel·lícula de terror-thriller xilena de Lucio Rojas del 2015. La pel·lícula és basada en la desaparició inexplicada de xilens als anys noranta.

## Sinopsi
Ana està de camí amb els seus amics a una casa de cap de setmana a la província xilena més profunda. Quan els amics prenen una drecera, el primer que troben és un animal mort a la carretera. Poc després el cotxe s'avaria. Un home taciturn rescata els cinc amics, però cap al final la situació gairebé augmenta.
Poc després, els amics troben una dona greument ferida a la vora de la carretera. Quan volen ajudar-la, ells mateixos són segrestats i acaben amb una família del bosc, formada per una forta figura materna i dos germans que mantenen relacions sexuals entre ells. Encara no és clar què pretén fer aquesta estranya família amb ells. Per tal de fugir l'Ana, es veu obligada a matar un dels seus amics.
Comença un martiri per als altres quatre, en el qual continuen intentant escapar junts i el pla es veu frustrat una vegada i una altra. Pel que sembla, la família són traficants d'éssers humans que han capturat els amics d'un home gran d'aspecte decadent. Per tant, a part d'algunes ferides, gairebé no els passa res. L'últim intent d'escapar, però, acaba en una massacre en la qual tots menys l'Ana han de perdre la vida. El traficant és l'últim en morir.
L'Ana fuig ara al camí rural, on coneix una dona que la porta amb ella. Encara traumatitzada, dispara a la dona amb una escopeta.

## Repartiment
- Andrea García-Huidobro: Ana
- Diego Casanueva: Alfredo
- Sofía García: Susana
- Tomás Vidiella: Gustavo
- Javiera Hernández: Francisca

## Producció
Per a Lucio Rojas és el seu tercer llargmetratge després de Perfidia i Muerte ciega. Com els seus altres treballs, aquí també s'utilitzen molts efectes gore. L'argument de la pel·lícula és un intent d'explicar la desaparició de nombrosos xilens als anys 80/90, els anomenats Desaparecidos. La pel·lícula es basa en nombroses pel·lícules de massacres, com ara The Texas Chain Saw Massacre, Wrong Turn, Frontière(s) o The Hills Have Eyes i el seu remake Els turons tenen ulls. També fa al·lusió a aquestes pel·lícules en nombroses escenes.
La pel·lícula es va estrenar el 12 d'octubre al XLVIII Festival Internacional de Cinema Fantàstic de Catalunya i posteriorment es va veure en altres festivals de cinema. El 2016 va ser nominada com a "millor pel·lícula" al Fantasporto, però va estar subjecta a la pel·lícula "Córki dancingu" d'Agnieszka Smoczynska.
A Àustria i Suïssa, la pel·lícula es va estrenar amb l'etiqueta Uncut Shock Entertainment com a llibre multimèdia limitat a 1000 amb Blu-Ray i DVD. Es preveu una publicació a Alemanya a través d'I-ON New Media per al juny de 2018.